# الرفصة (بكيل المير)

تعديل مصدري - تعديل

الرفصة هي إحدى قرى عزلة عزمان بمديرية بكيل المير التابعة لمحافظة حجة، بلغ تعداد سكانها 164 نسمة حسب تعداد اليمن لعام 2004.